# Venslev Sogn
Venslev Sogn 
ist eine Kirchspielsgemeinde (dän.: Sogn)
auf der Insel Sjælland im südlichen Dänemark.
Bis 1970 gehörte sie zur Harde Vester Flakkebjerg Herred im damaligen Sorø Amt, danach zur Skælskør Kommune im Vestsjællands Amt, die im Zuge der  Kommunalreform zum 1. Januar 2007 in der Slagelse Kommune in der Region Sjælland aufgegangen ist.
Im Kirchspiel leben 171 Einwohner (Stand: 1. Januar 2023).
Im Kirchspiel liegt die Kirche „Venslev Kirke“.
Nachbargemeinden sind im Süden Holsteinborg Sogn, im Westen Sønder Bjerge Sogn und im Norden Hyllested Sogn, ferner in der benachbarten Næstved Kommune im Nordosten Hårslev Sogn und  im Osten Fyrendal Sogn.